# Niederweimar
Niederweimar ist ein Ortsteil der Gemeinde Weimar (Lahn) im mittelhessischen Landkreis Marburg-Biedenkopf und Sitz der Gemeindeverwaltung.

## Geschichte

### Ortsgeschichte
Die älteste bekannte schriftliche Erwähnung von Weimar erfolgte unter dem Namen Wimare im Jahr 1138/39. Dabei ist aber nicht klar, ob es sich um Ober- oder Niederweimar handelt. Die älteste bekannte Erwähnung von Niederweimar unter dem Namen Niderwimere stammt aus dem Jahr 1320.
Ein erster Ausbau des Dorfes setzte nach dem Bau der Main-Weser-Bahn und der Einrichtung eines Haltepunktes an dieser Bahnlinie ein. Nach dem Zweiten Weltkrieg wurden am Hang des Weinberges (südliches Ende des Marburger Rückens) in verschiedenen Phasen Neubaugebiete erschlossen.
Hessische Gebietsreform (1970–1977)
Gemeinsam mit Oberweimar und Allna war Niederweimar im Zuge der Gebietsreform in Hessen am 1. Februar 1971 auf freiwilliger Basis Gründungsort der neuen Großgemeinde Weimar (Lahn), die inzwischen aus zwölf Ortsteilen besteht. Für Oberweimar wurde wie für die übrigen Ortsteile von Weimar ein Ortsbezirk mit Ortsbeirat und Ortsvorsteher eingerichtet. Als Verwaltungssitz wurde der Ortsteil Niederweimar bestimmt.

### Verwaltungsgeschichte im Überblick
Die folgende Liste zeigt die Staaten und Verwaltungseinheiten, denen Niederweimar angehört(e):
- vor 1567: Heiliges Römisches Reich, Landgrafschaft Hessen, Amt Marburg[7]
- ab 1567: Heiliges Römisches Reich, Landgrafschaft Hessen-Marburg, Amt Marburg
- 1604–1648: Heiliges Römisches Reich, strittig zwischen Landgrafschaft Hessen-Darmstadt und Landgrafschaft Hessen-Kassel (Hessenkrieg), Amt Marburg
- ab 1648: Heiliges Römisches Reich, Landgrafschaft Hessen-Kassel, Amt Marburg
- ab 1754: Heiliges Römisches Reich, Landgrafschaft Hessen-Kassel, Amt Kaldern und Reitzberg
- ab 1806: Landgrafschaft Hessen-Kassel, Amt Kaldern und Reitzberg
- 1807–1813: Königreich Westphalen, Departement der Werra, Distrikt Marburg, Kanton Lohra
- ab 1815: Kurfürstentum Hessen, Amt Kaldern und Reitzberg[8]
- ab 1821: Kurfürstentum Hessen, Provinz Oberhessen, Kreis Marburg[9][Anm. 1]
- ab 1848: Kurfürstentum Hessen, Bezirk Marburg
- ab 1851: Kurfürstentum Hessen, Provinz Oberhessen, Kreis Marburg
- ab 1867: Königreich Preußen, Provinz Hessen-Nassau, Regierungsbezirk Kassel, Kreis Marburg
- ab 1871: Deutsches Reich,  Königreich Preußen, Provinz Hessen-Nassau, Regierungsbezirk Kassel, Kreis Marburg
- ab 1918: Deutsches Reich, Freistaat Preußen, Provinz Hessen-Nassau, Regierungsbezirk Kassel, Kreis Marburg
- ab 1944: Deutsches Reich, Freistaat Preußen, Provinz Kurhessen, Landkreis Marburg
- ab 1945: Deutsches Reich, Amerikanische Besatzungszone, Groß-Hessen, Regierungsbezirk Kassel, Landkreis Marburg
- ab 1946: Deutsches Reich, Amerikanische Besatzungszone, Hessen, Regierungsbezirk Kassel, Landkreis Marburg
- ab 1949: Bundesrepublik Deutschland, Hessen, Regierungsbezirk Kassel, Landkreis Marburg
- ab 1971: Bundesrepublik Deutschland, Hessen, Regierungsbezirk Kassel, Landkreis Marburg, Gemeinde Weimar
- ab 1974: Bundesrepublik Deutschland, Hessen, Regierungsbezirk Kassel, Landkreis Marburg-Biedenkopf, Gemeinde Weimar

### Gerichte seit 1821
Mit Edikt vom 29. Juni 1821 wurden in Kurhessen Verwaltung und Justiz getrennt. In Marburg wurde der Kreis Marburg für die Verwaltung eingerichtet, und das Landgericht Marburg war als Gericht erster Instanz für Niederweimar zuständig. 1850 wurde das Landgericht Marburg in Justizamt Marburg umbenannt. Nach der Annexion Kurhessens durch Preußen 1866 erfolgte am 1. September 1867 die Umbenennung des Justizamtes in Amtsgericht Marburg. Auch mit dem Inkrafttreten des Gerichtsverfassungsgesetzes von 1879 blieb das Amtsgericht unter seinem Namen bestehen.

## Bevölkerung

### Einwohnerstruktur 2011
Nach den Erhebungen des Zensus 2011 lebten am Stichtag dem 9. Mai 2011 in Niederweimar 2382 Einwohner. Darunter waren 63 (2,6 %) Ausländer. Nach dem Lebensalter waren 411 Einwohner unter 18 Jahren, 999 zwischen 18 und 49, 495 zwischen 50 und 64 und 477 Einwohner waren älter. Die Einwohner lebten in 1050 Haushalten. Davon waren 324 Singlehaushalte, 300 Paare ohne Kinder und 309 Paare mit Kindern, sowie 93 Alleinerziehende und 241 Wohngemeinschaften. In 195 Haushalten lebten ausschließlich Senioren und in 741 Haushaltungen lebten keine Senioren.

### Einwohnerentwicklung
| Quelle: | Historisches Ortslexikon                                                                                             |
| • 1577: | 32 Hausgesesse |
| • 1630: | 21 Mannschaften, 3 Witwen. (4 vierspännige, 5 dreispännige, 4 zweispännige, 2 einspännige Ackerleute, 9 Einläuftige) |
| • 1681: | 19 hausgesessene Mannschaften                                                                                        |
| • 1838: | 331 Einwohner (Familien: 32 nutzungsberechtigte, 17 nicht nutzungsberechtigte Ortsbürger, 4 Beisassen)               |

| Niederweimar: Einwohnerzahlen von 1746 bis 2011 | Niederweimar: Einwohnerzahlen von 1746 bis 2011 | Niederweimar: Einwohnerzahlen von 1746 bis 2011 | Niederweimar: Einwohnerzahlen von 1746 bis 2011 | Niederweimar: Einwohnerzahlen von 1746 bis 2011 |
| --- | ----------------------------------------------- | ----------------------------------------------- | ----------------------------------------------- | ----------------------------------------------- |
| Jahr |                                                 |                                                 |                                                 | Einwohner                                       |
| 1746 | 1746                                            |                                                 | 218                                             | 218                                             |
| 1800 | 1800                                            |                                                 | ?                                               | ?                                               |
| 1834 | 1834                                            |                                                 | 333                                             | 333                                             |
| 1840 | 1840                                            |                                                 | 340                                             | 340                                             |
| 1846 | 1846                                            |                                                 | 380                                             | 380                                             |
| 1852 | 1852                                            |                                                 | 417                                             | 417                                             |
| 1858 | 1858                                            |                                                 | 449                                             | 449                                             |
| 1864 | 1864                                            |                                                 | 424                                             | 424                                             |
| 1871 | 1871                                            |                                                 | 408                                             | 408                                             |
| 1875 | 1875                                            |                                                 | 391                                             | 391                                             |
| 1885 | 1885                                            |                                                 | 413                                             | 413                                             |
| 1895 | 1895                                            |                                                 | 446                                             | 446                                             |
| 1905 | 1905                                            |                                                 | 474                                             | 474                                             |
| 1910 | 1910                                            |                                                 | 473                                             | 473                                             |
| 1925 | 1925                                            |                                                 | 536                                             | 536                                             |
| 1939 | 1939                                            |                                                 | 745                                             | 745                                             |
| 1946 | 1946                                            |                                                 | 1.061                                           | 1.061                                           |
| 1950 | 1950                                            |                                                 | 1.124                                           | 1.124                                           |
| 1956 | 1956                                            |                                                 | 1.055                                           | 1.055                                           |
| 1961 | 1961                                            |                                                 | 1.079                                           | 1.079                                           |
| 1967 | 1967                                            |                                                 | 1.160                                           | 1.160                                           |
| 1980 | 1980                                            |                                                 | ?                                               | ?                                               |
| 1990 | 1990                                            |                                                 | ?                                               | ?                                               |
| 2000 | 2000                                            |                                                 | 2.537                                           | 2.537                                           |
| 2005 | 2005                                            |                                                 | 2.558                                           | 2.558                                           |
| 2010 | 2010                                            |                                                 | 2.366                                           | 2.366                                           |
| 2011 | 2011                                            |                                                 | 2.382                                           | 2.382                                           |
| Datenquelle: Historisches Gemeindeverzeichnis für Hessen: Die Bevölkerung der Gemeinden 1834 bis 1967. Wiesbaden: Hessisches Statistisches Landesamt, 1968. Weitere Quellen: LAGIS; nach 1970: Gemeinde Weimar:; Zensus 2011 |                                                 |                                                 |                                                 |                                                 |

### Historische Religionszugehörigkeit
| Quelle: | Historisches Ortslexikon                                          |
| • 1861: | 430 evangelisch-lutherische Einwohner                             |
| • 1885: | 413 evangelische (= 100,00 %) Einwohner                           |
| • 1961: | 987 evangelische (= 91,47 %), 76 katholische (= 7,04 %) Einwohner |

### Historische Erwerbstätigkeit
| Quelle: | Historisches Ortslexikon |
| • 1745: | Erwerbspersonen: ein Wagner, ein Branntweinbrenner, vier Leineweber, drei Schmiede, vier Schneider, ein Zimmermann, 7 Tagelöhner(-innen). |
| • 1838: | Familien: 24 Ackerbau, 11 Gewerbe, 15 Tagelöhner.                                                                                         |
| • 1961: | Erwerbspersonen: 105 Land- und Forstwirtschaft, 188 Produzierendes Gewerbe, 119 Handel und Verkehr, 82 Dienstleistungen und Sonstiges.    |

## Kultur und Sehenswürdigkeiten

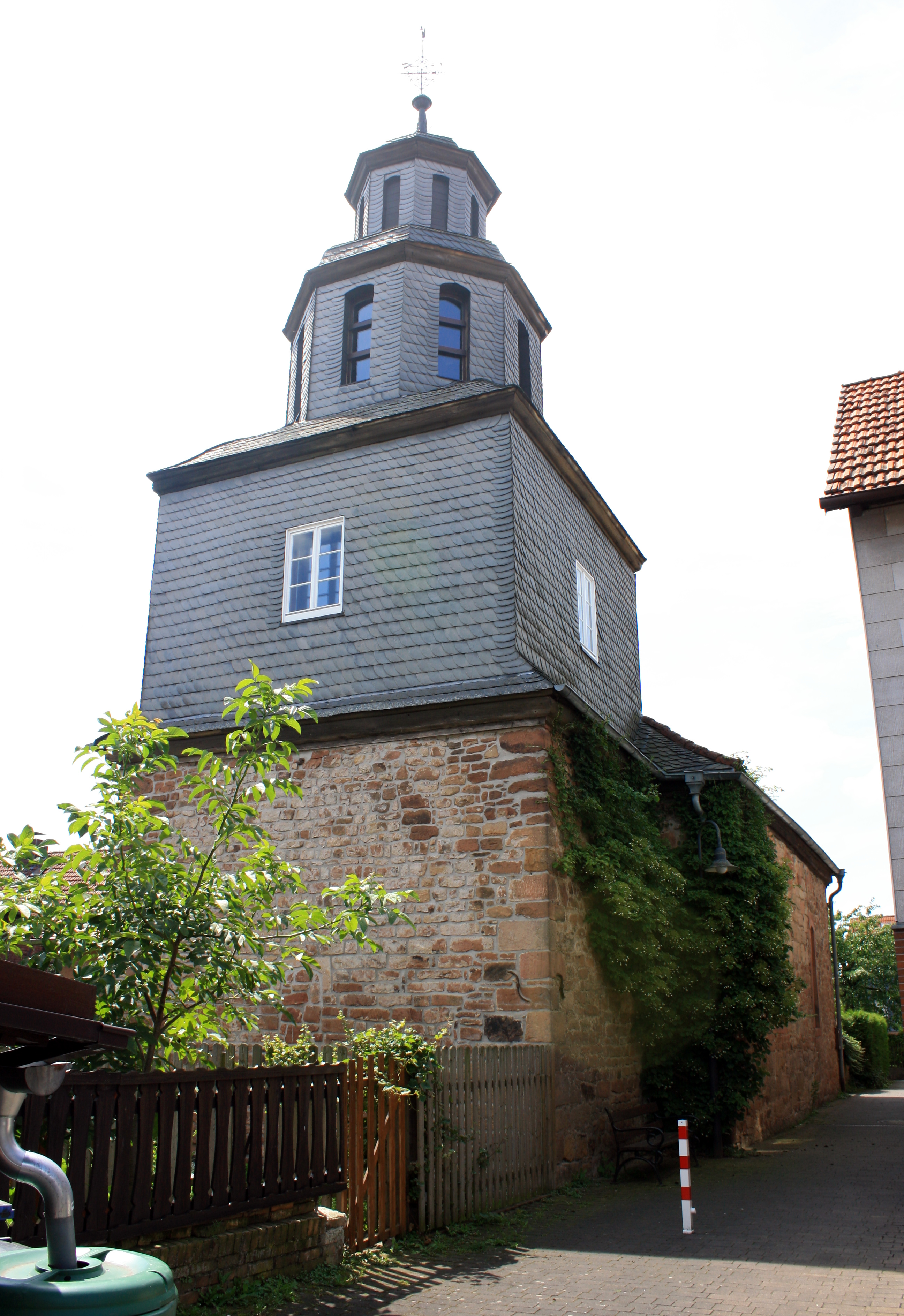
Alte Kirche

### Ortskern
Der kreisrunde Dorfkern von Niederweimar liegt an einer ehemaligen Furt durch die Allna im Verlauf der alten Weinstraße, die von hier bis nach Goßfelden über den Marburger Rücken und westlich an Marburg vorbei verlief. Von der Weinstraße zweigte hier eine Talstraße nach Marburg ab. In der Mitte des Ortskerns liegt die Alte Kirche, die heute als Kulturveranstaltungszentrum genutzt wird, nachdem sie in den 1970er Jahren durch das neue evangelische Gemeindezentrum ersetzt wurde.

### Vereine
Ein sportliches Angebot in Niederweimar bietet der TSV Niederweimar mit den Abteilungen Fußball, Tischtennis, Turnen und Badminton. Vom Schützenverein wird Luftgewehr-, Luftpistole- und Bogenschießen angeboten. Außerdem gibt es in Niederweimar einen Verein für Musik, den Männergesangverein, zwar singen die Männer zurzeit nicht mehr, aber es gibt auch einen gemischten Chor und einen Kinderchor für die Kleinsten, welche vom MGV als Träger unterhalten werden. Auch eine Freiwillige Feuerwehr existiert im Ort.

## Infrastruktur
Durch Niederweimar führt die Bundesstraße 255 sowie die Main-Weser-Bahn.
Regionale Bedeutung erlangt Niederweimar durch das Freizeitgebiet Weimarer See mit seinem Badestrand und seiner Wasserskianlage.